# Audi A7

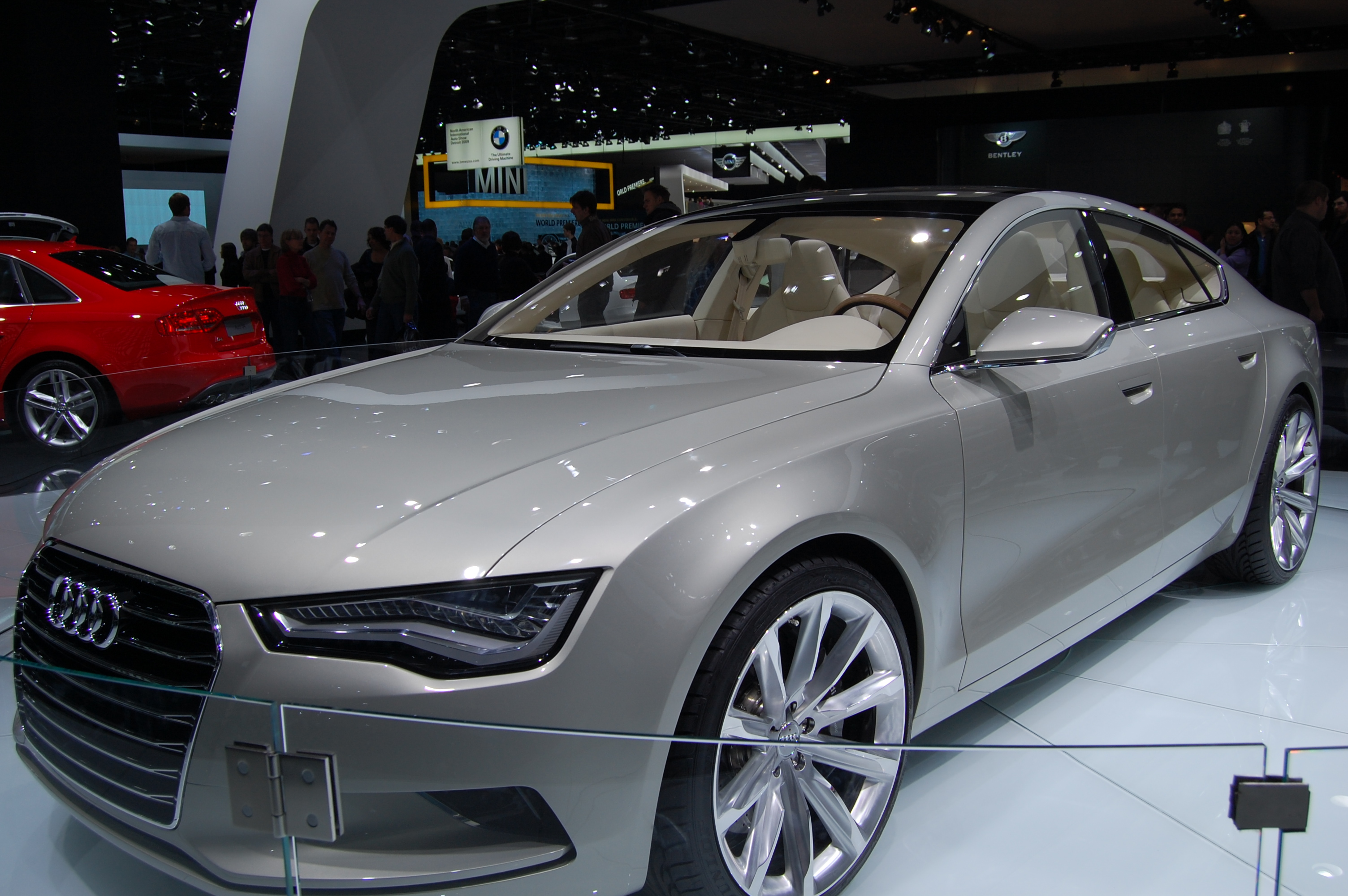
Audi Sportback Concept

Audi A7 Sportback (код кузова — 4G) — пятидверный фастбэк класса Гран Туризмо, выпускаемый AUDI AG, на платформе А6, позиционируется в сегменте ниже Audi A8. Его основные конкуренты — Mercedes-Benz CLS и BMW 6 Gran Coupe. Федеральное автотранспортное ведомство ФРГ позиционирует A7 в верхнем сегменте среднего класса. Спортивными версиями являются S7 и RS7.
Премьера этой модели состоялась 27 июля 2010 года в мюнхенской Пинакотеке современного искусства.

## Дизайн
Автомобиль базируется на концепте Audi Sportback Concept, при этом его дизайн заметно консервативнее и ориентирован на другие модели марки Audi. Тот же стиль продолжил и Audi A6 C7, выпуск которого начат в 2011 году. В отличие от кузова салон серийного автомобиля практически полностью позаимствован у концепт-кара. Средний коэффициент аэродинамического сопротивления Audi A7 равен 0,28. Задний спойлер автоматически выдвигается на скорости от 140 км/ч. В 2014 году Audi AG представил A7 (на рынке с 2015 г.)  с обновленным дизайном оптики и улучшенными техническими характеристиками.

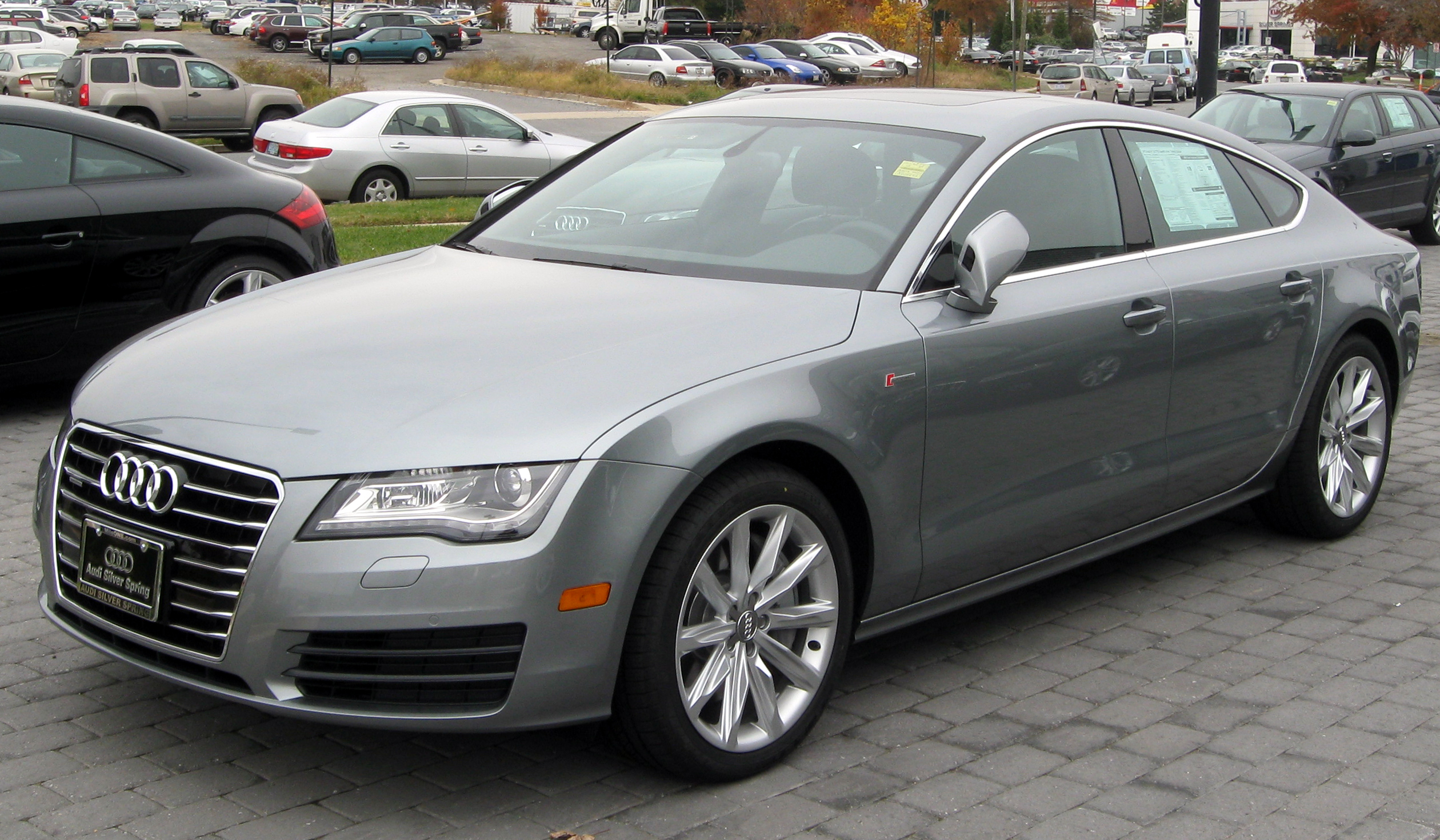
Audi A7 (2010)
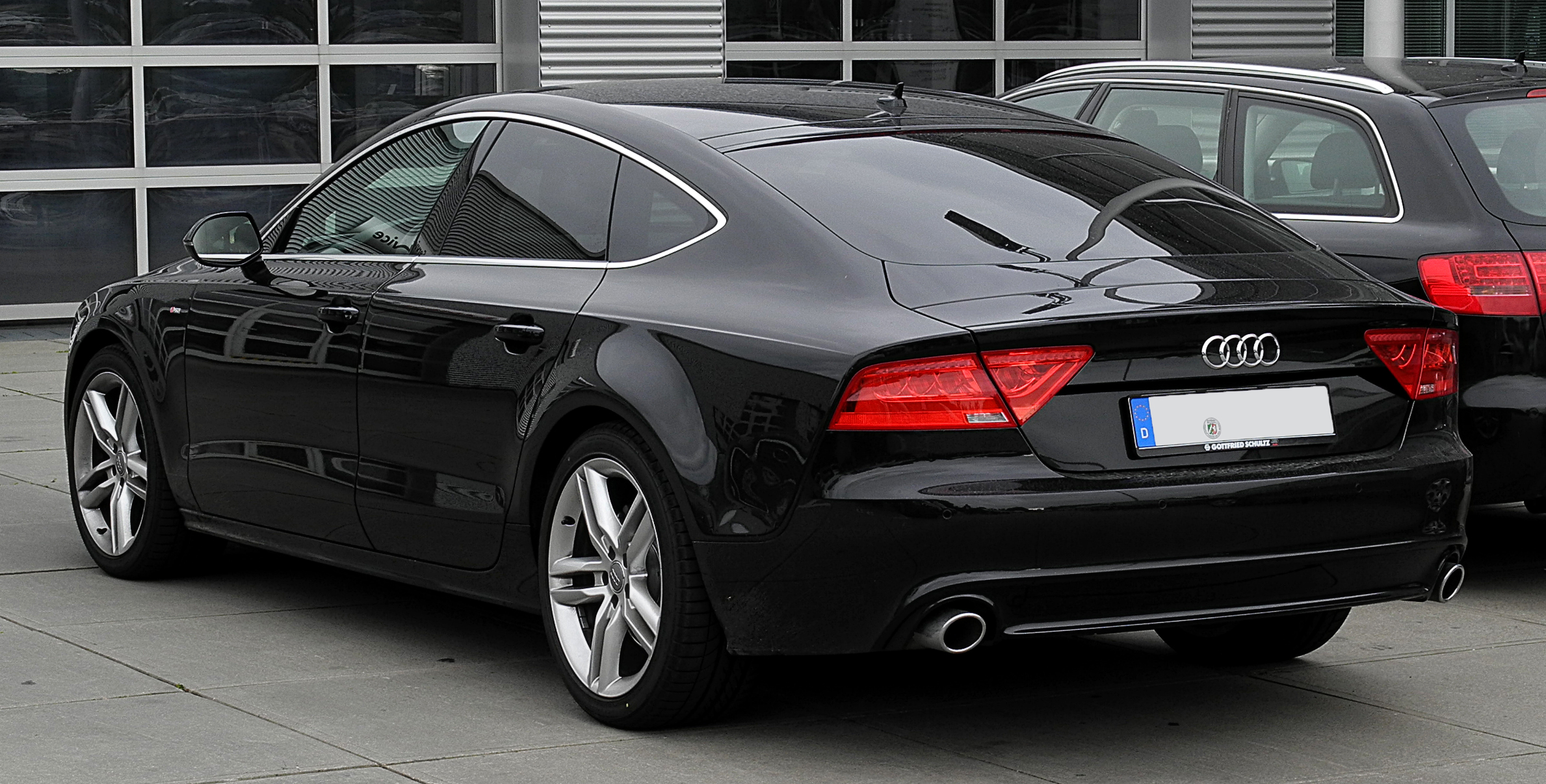
Audi A7 (2010)
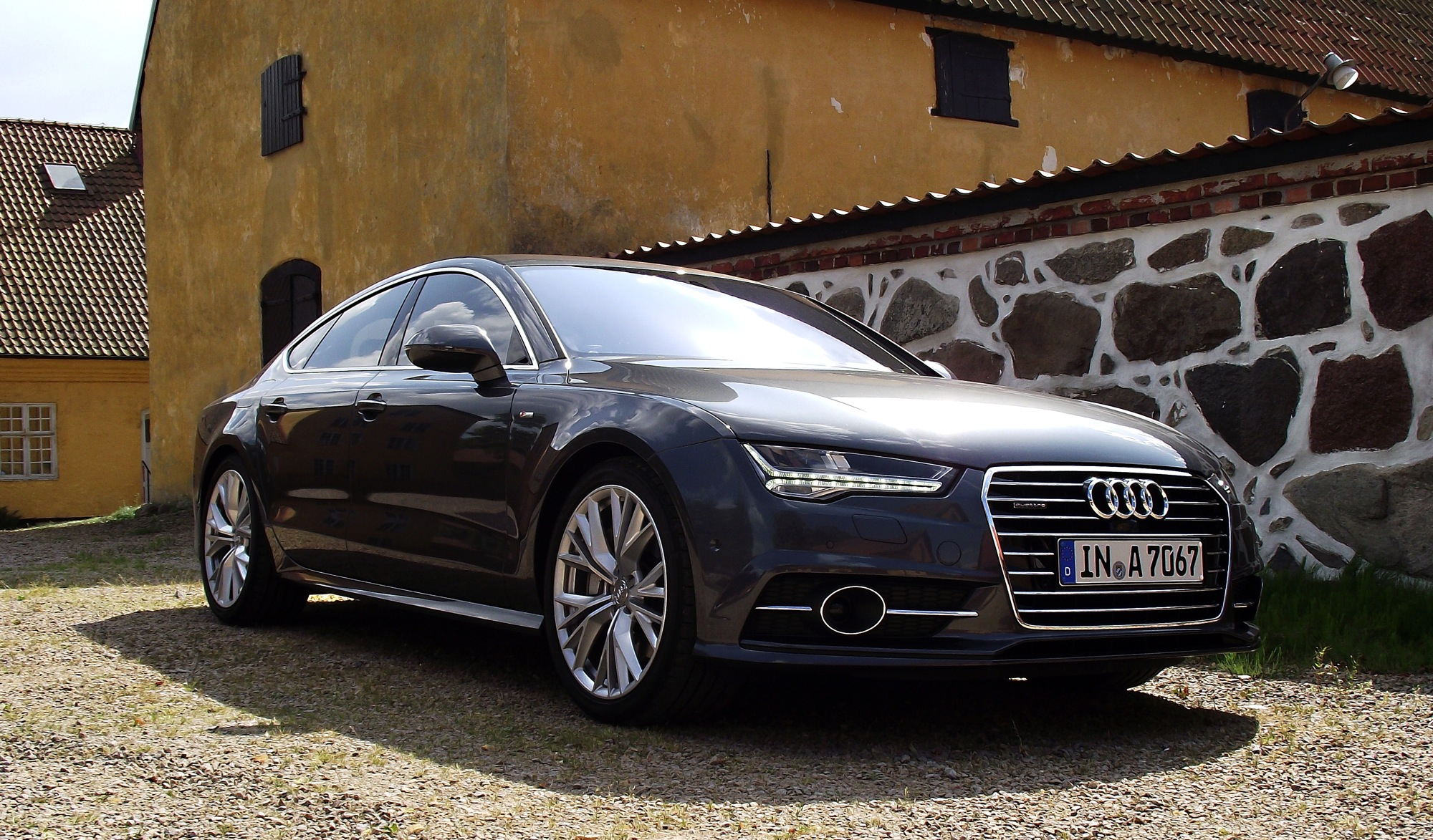
Audi A7 (2015)
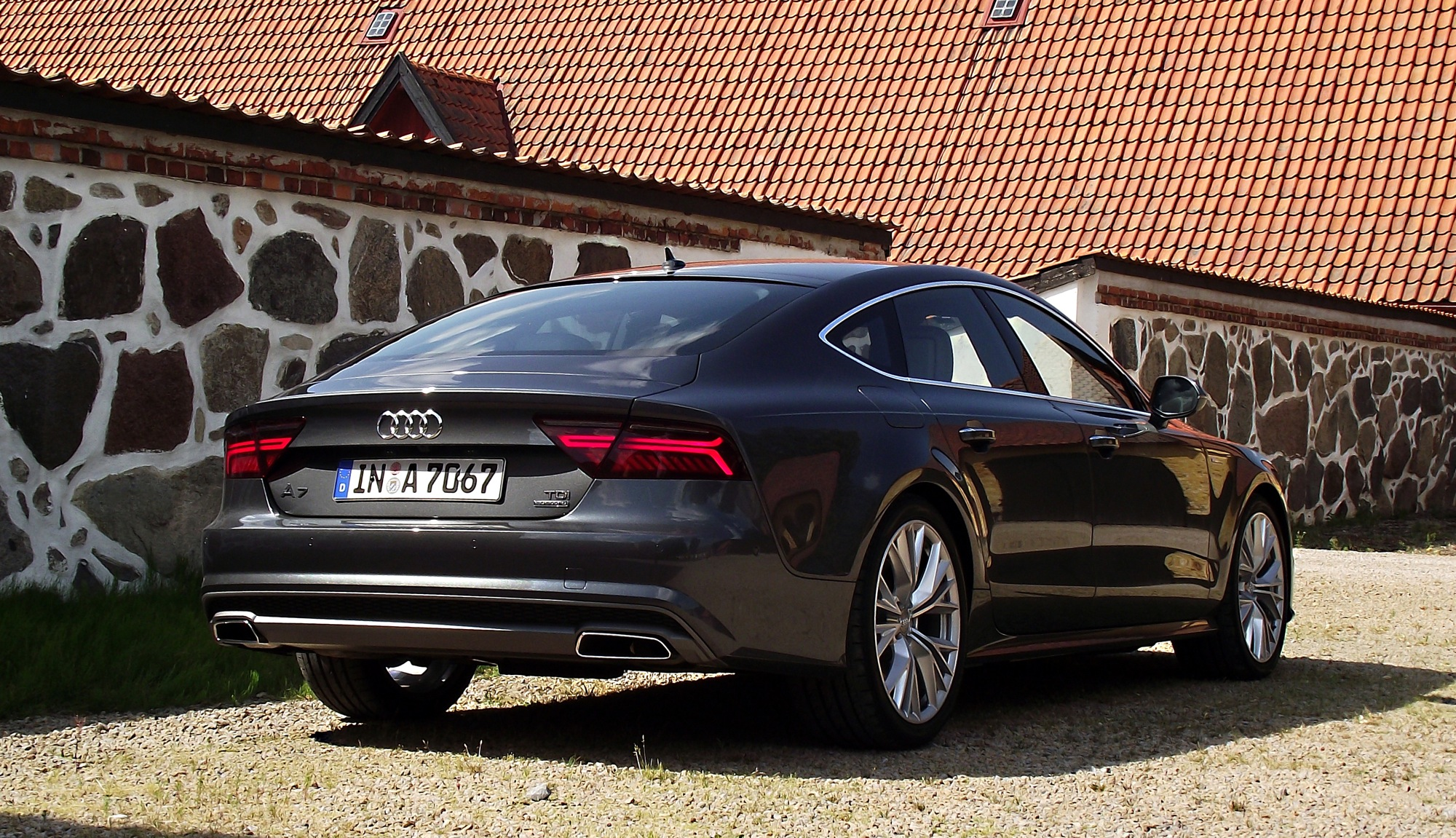
Audi A7 (2015)

## Оснащение
В модели A7 в качестве дополнительного оборудования впервые предлагается проекционный дисплей, позволяющий проецировать рекомендации навигационной системы на лобовое стекло. В качестве альтернативы для отображения подобной информации устанавливается 6,5-дюймовый дисплей в передней панели.

## Двигатели
К началу продаж на выбор предлагаются четыре 6-цилиндровых двигателя: бензиновые 2.8 FSI мощностью 204 л. с. и 3.0 TFSI мощностью 300 л. с., а также два дизельных 3.0 TDI мощностью 204 л. с. и 245 л. с. Полноприводные модели оборудуются коробкой передач с двойным сцеплением S tronic. Переднеприводные модели с двигателем мощностью 204 л. с. оснащаются бесступенчатой автоматической коробкой передач multitronic.
|                                               | 2.8 FSI                                                                | 3.0 TFSI                                                               | 4.0 TFSI (S7)                                                          | 3.0 TDI DPF                                                        | 3.0 TDI DPF                                                        |
| --------------------------------------------- | ---------------------------------------------------------------------- | ---------------------------------------------------------------------- | ---------------------------------------------------------------------- | ------------------------------------------------------------------ | ------------------------------------------------------------------ |
| Период выпуска:                               | с 07/2010                                                              | с 07/2010                                                              | с 2012 г.                                                              | с 10/2010                                                          | с 07/2010                                                          |
| Тип двигателя:                                | Бензиновый двигатель                                                   | Бензиновый двигатель                                                   | Бензиновый двигатель                                                   | Дизельный двигатель                                                | Дизельный двигатель                                                |
| Модель двигателя:                             | 6-цилиндровый V-образный двигатель с непосредственным впрыском бензина | 6-цилиндровый V-образный двигатель с непосредственным впрыском бензина | 8-цилиндровый V-образный двигатель с непосредственным впрыском бензина | 6-цилиндровый V-образный двигатель, с системой впрыска Common Rail | 6-цилиндровый V-образный двигатель, с системой впрыска Common Rail |
| Наддув:                                       | —                                                                      | Компрессор                                                             | Два турбонагнетателя                                                   | Турбонагнетатель                                                   | Турбонагнетатель                                                   |
| Рабочий объем:                                | 2773 см³                                                               | 2995 см³                                                               | 3993 см³                                                               | 2967 см³                                                           | 2967 см³                                                           |
| Макс. мощность при об/мин:                    | 204 л. с./5250–6250                                                    | 300 л. с./5250–6500                                                    | 420 л. с./5500–6400                                                    | 204 л. с./3250–4500                                                | 245 л. с./4000–4500                                                |
| Макс. крутящий момент при об/мин:             | 280 Н·м/3000–5000                                                      | 440 Н·м/2900–4500                                                      | 550 Н·м/1450–5250                                                      | 400 Н·м/1250–3500                                                  | 500 Н·м/1400–3250                                                  |
| Тип привода, стандартно:                      | Передний привод                                                        | Полный привод                                                          | Полный привод                                                          | Передний привод                                                    | Полный привод                                                      |
| Тип привода, опция:                           | Полный привод                                                          | —                                                                      | —                                                                      | Полный привод                                                      | —                                                                  |
| Коробка передач, стандартно:                  | multitronic                                                            | 7-ступенчатая S tronic                                                 | 7-ступенчатая S tronic                                                 | multitronic                                                        | 7-ступенчатая S tronic                                             |
| Коробка передач, опция:                       | 7-ступенчатая S tronic                                                 | —                                                                      | —                                                                      | 7-ступенчатая S tronic                                             | —                                                                  |
| Снаряженная масса автомобиля:                 | 1735–1805 кг                                                           | 1860 кг                                                                | 2020 кг                                                                | 1770–1860 кг                                                       | 1860 кг                                                            |
| Максимальная грузоподъемность:                | 475 кг                                                                 | 475 кг                                                                 | 535 кг                                                                 | 475–535 кг                                                         | 475–535 кг                                                         |
| Разгон 0-100 км/ч:                            | 7,9–8,3 с                                                              | 5,6 с                                                                  | 4,9 с                                                                  | 7,4–7,9 с                                                          | 6,3 с                                                              |
| Максимальная скорость:                        | 235 км/ч                                                               | 250 км/ч (принудительно ограничена)                                    | 250 км/ч (принудительно ограничена)                                    | 235 км/ч                                                           | 250 км/ч (принудительно ограничена)                                |
| Расход топлива на 100 км (в смешанном цикле): | 7,4-8,0 л неэтилированного бензина                                     | 8,2 л неэтилированного бензина                                         | 9,7 л неэтилированного бензина                                         | 5,1-5,8 л дизельного топлива                                       | 5,9 л дизельного топлива                                           |
| Выброс CO2 в смешанном цикле:                 | 172–187 г/км                                                           | 190 г/км                                                               | 225 г/км                                                               | 135–152 г/км                                                       | 156 г/км                                                           |
| Норма токсичности по классификации ЕС:        | Eвро 5                                                                 | Eвро 5                                                                 | Eвро 5                                                                 | Eвро 5                                                             | Eвро 5                                                             |

## Спортивные версии

### S7
Спортивная (класса гран-туризмо) версия автомобиля (S-серия). Двигатель V8 TFSI объемом 3993 см3.
- Мощность: 420 л.с. (2012),  450 л.с. (Facelift 2014)
- Разгон: 4.7 сек. (2012),  4,6 сек. (2014)
- Макс. скорость 250 км/ч

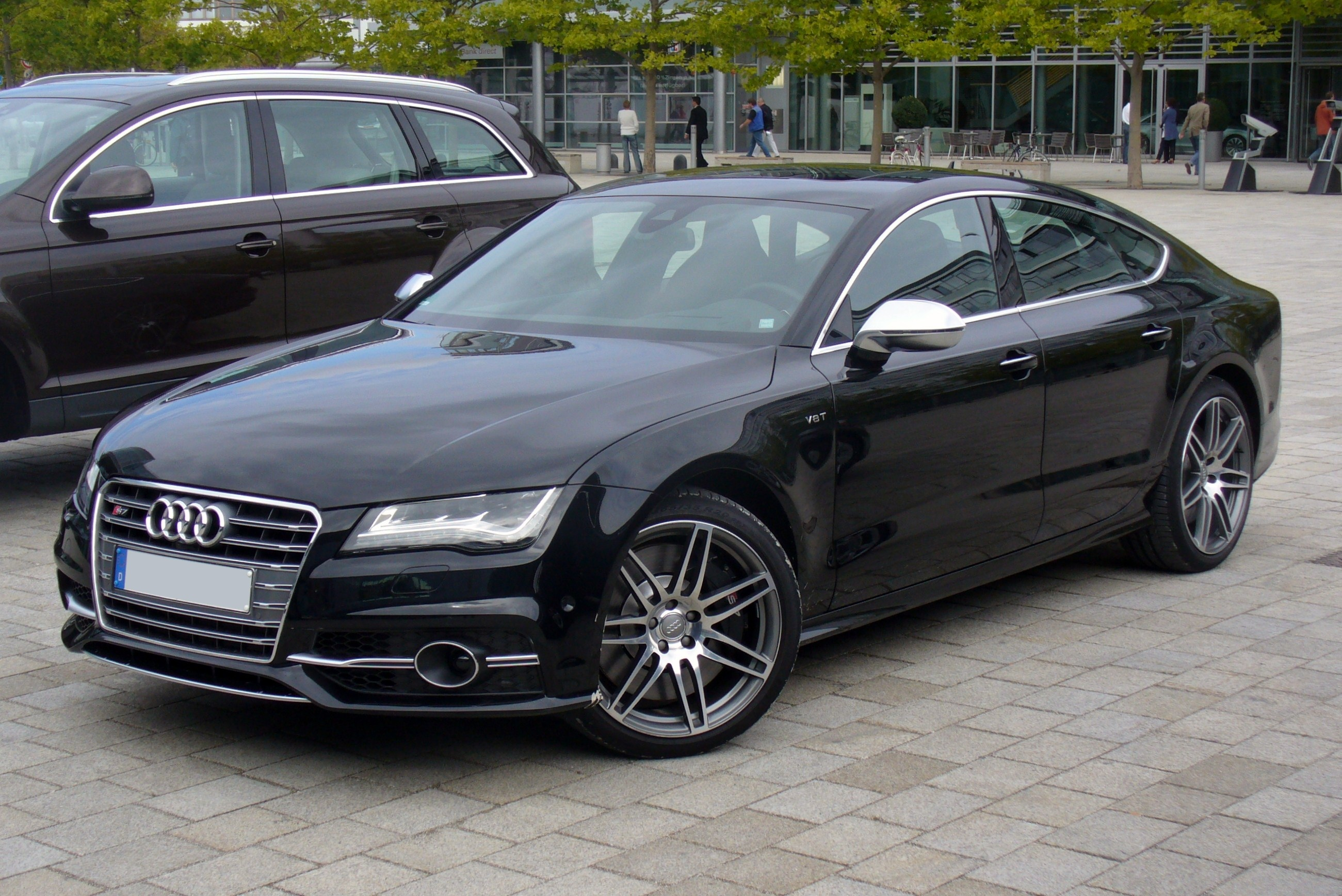
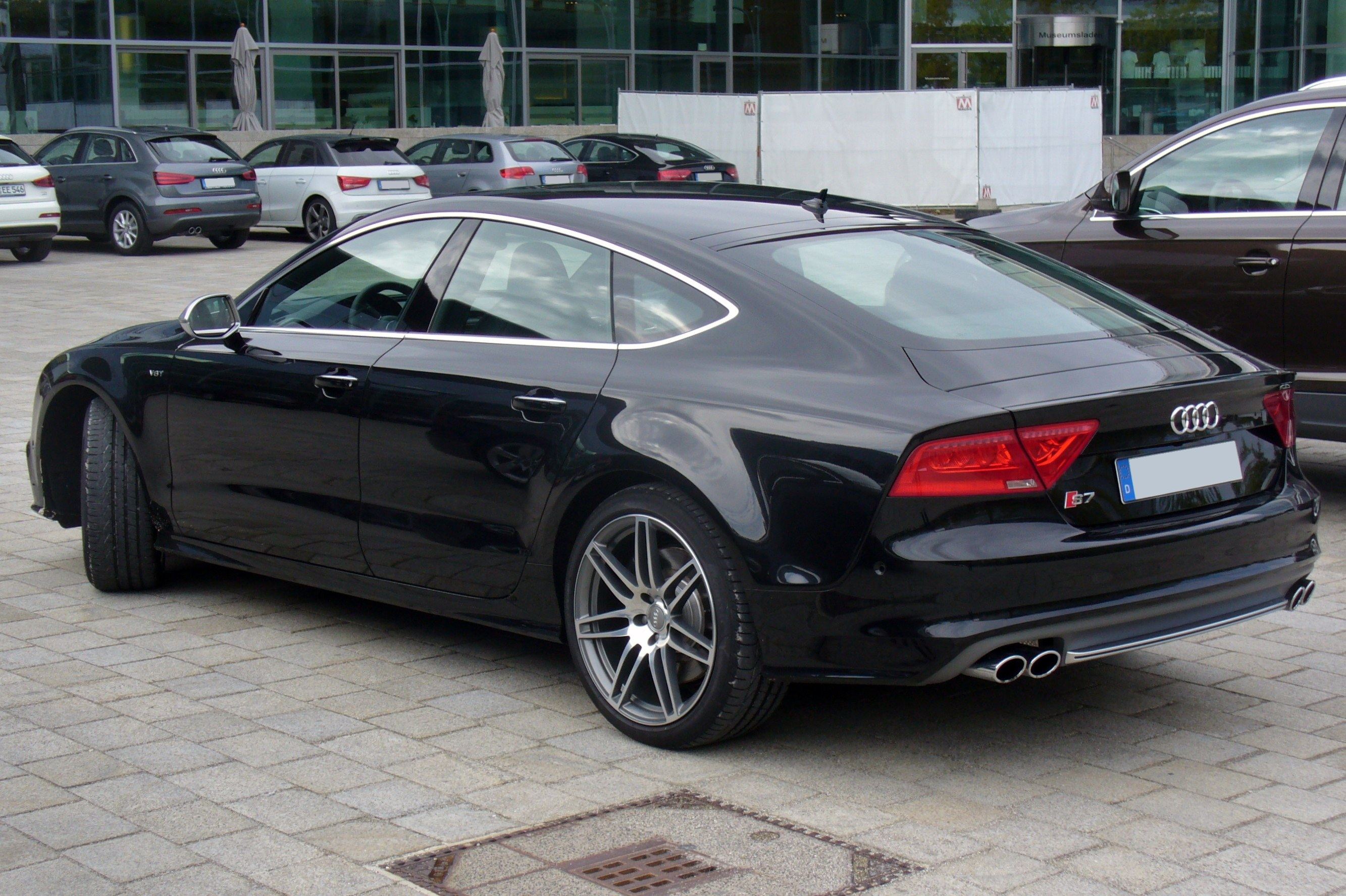
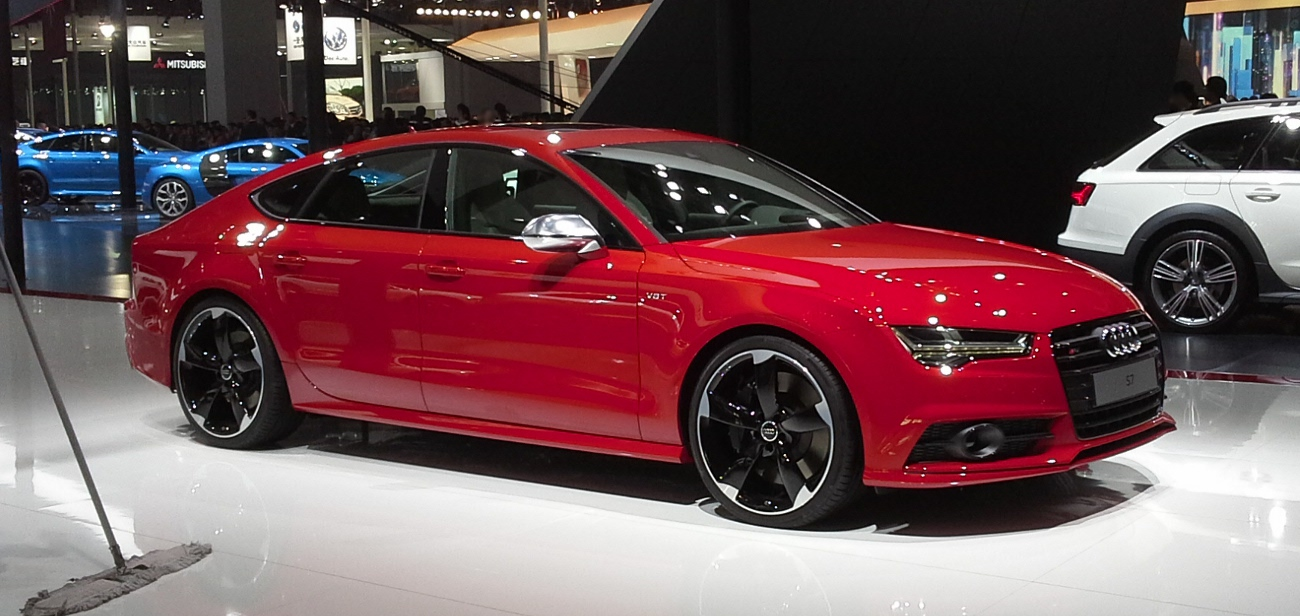
Facelift 2014

### RS 7
Самая мощная версия автомобиля (RS-серия)
- Двигатель V8 TFSI объемом 3993 см3.
- Мощность: 560 л.с.,  605 л.с. (performance)
- Разгон: 3.9 сек. (2012),  3,7 сек. (performance)
- Макс. скорость 250 / 280 / 305 км/ч (опционально)

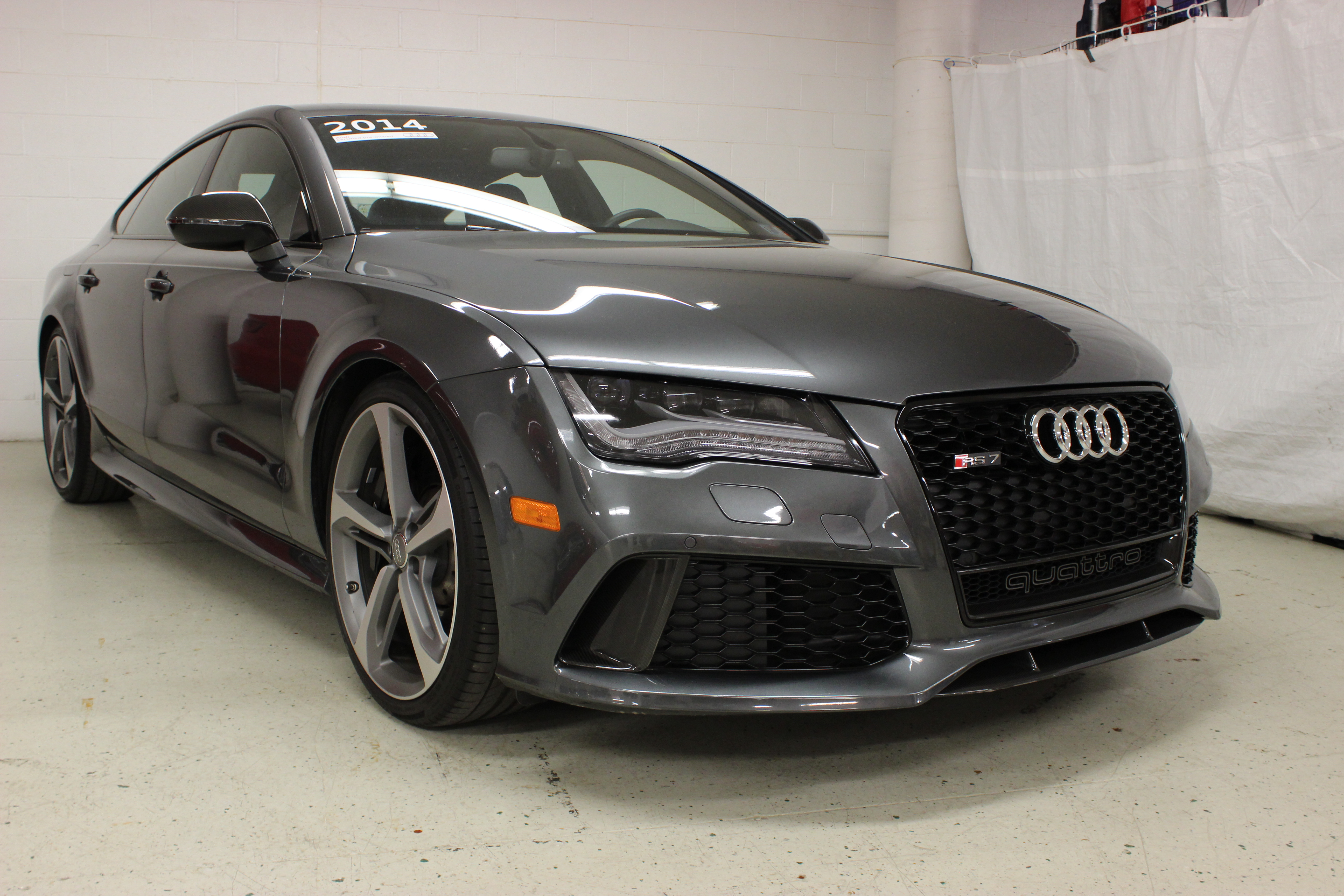
2013
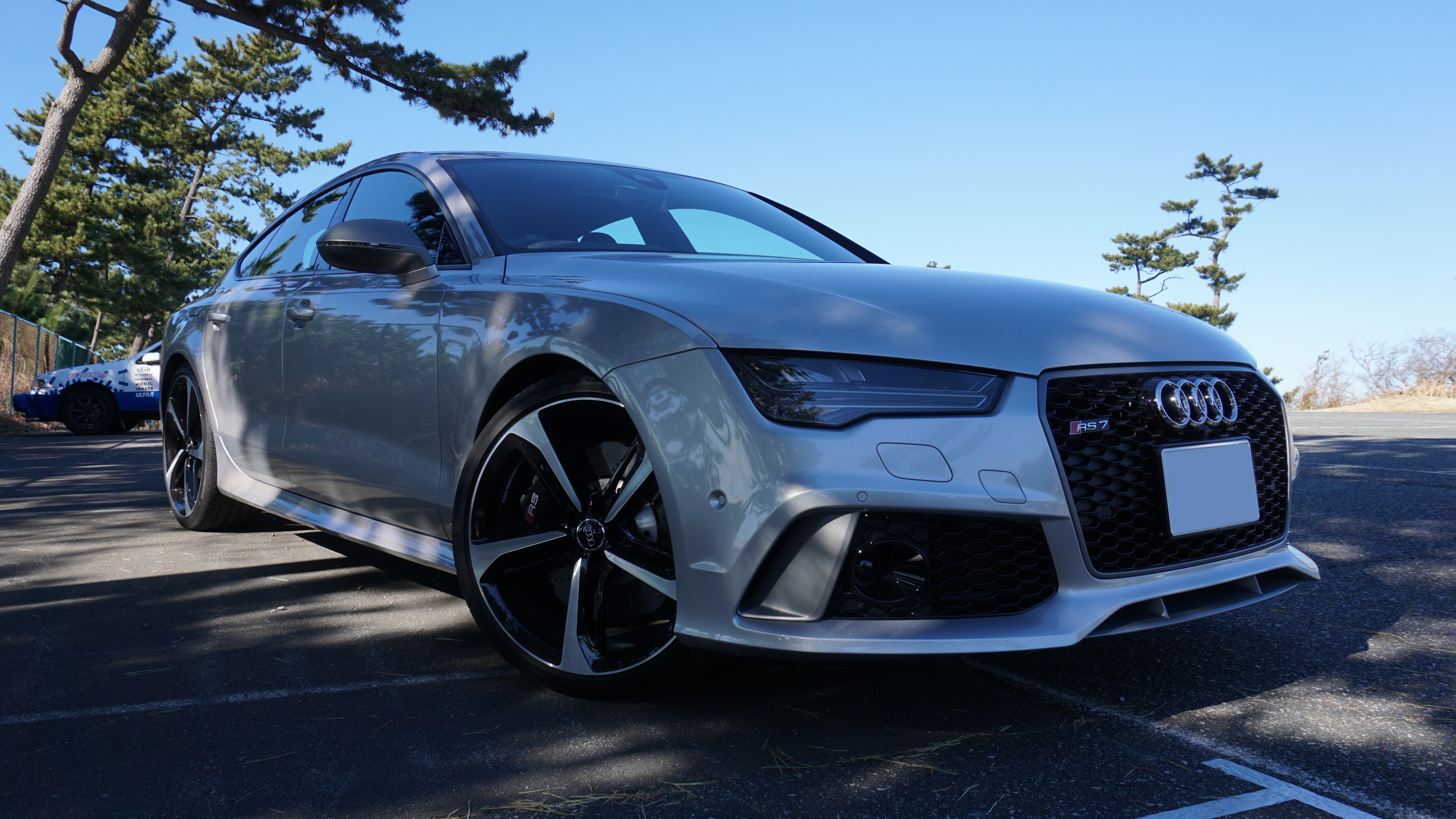
2014 facelift
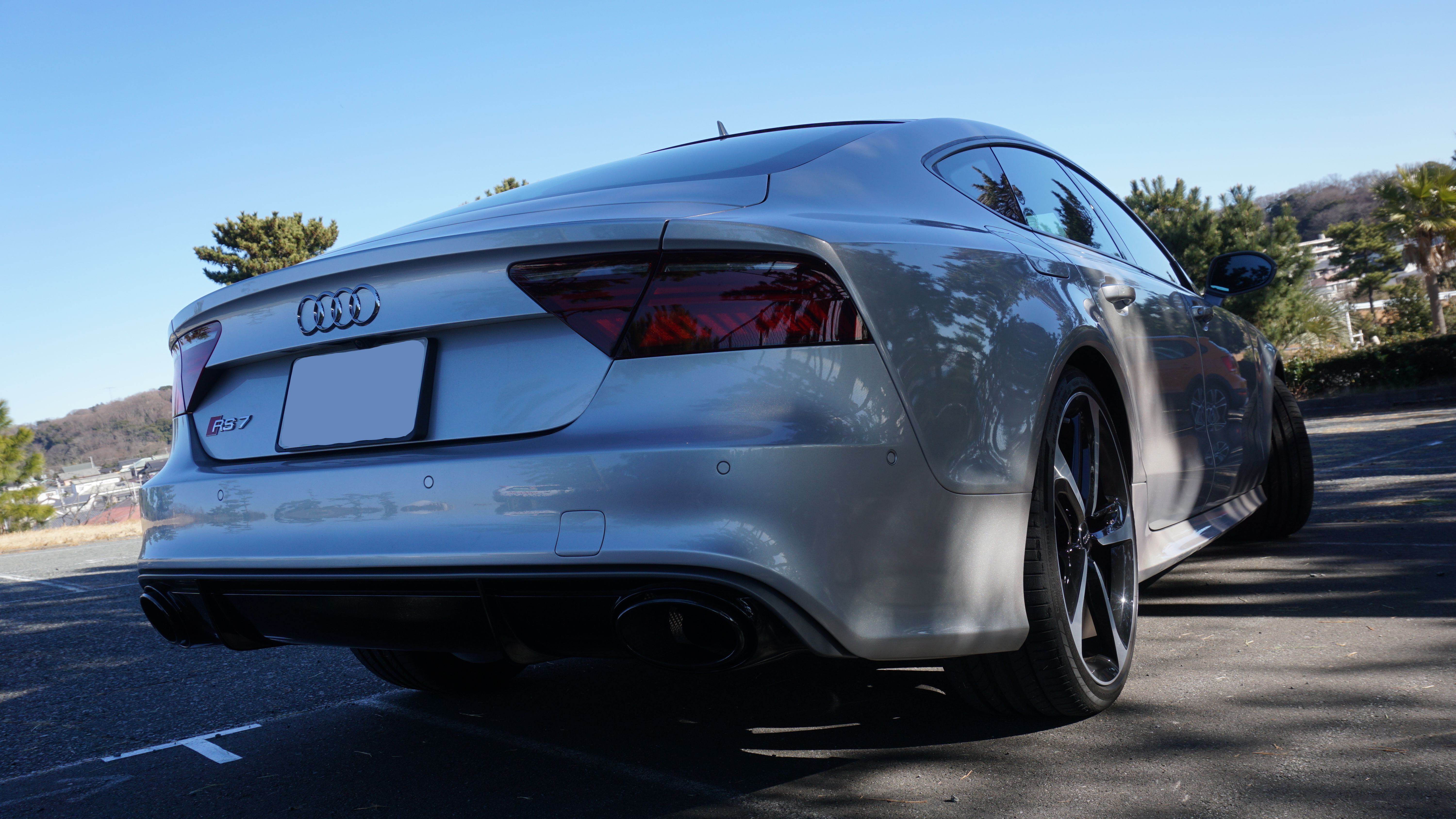
2014 facelift
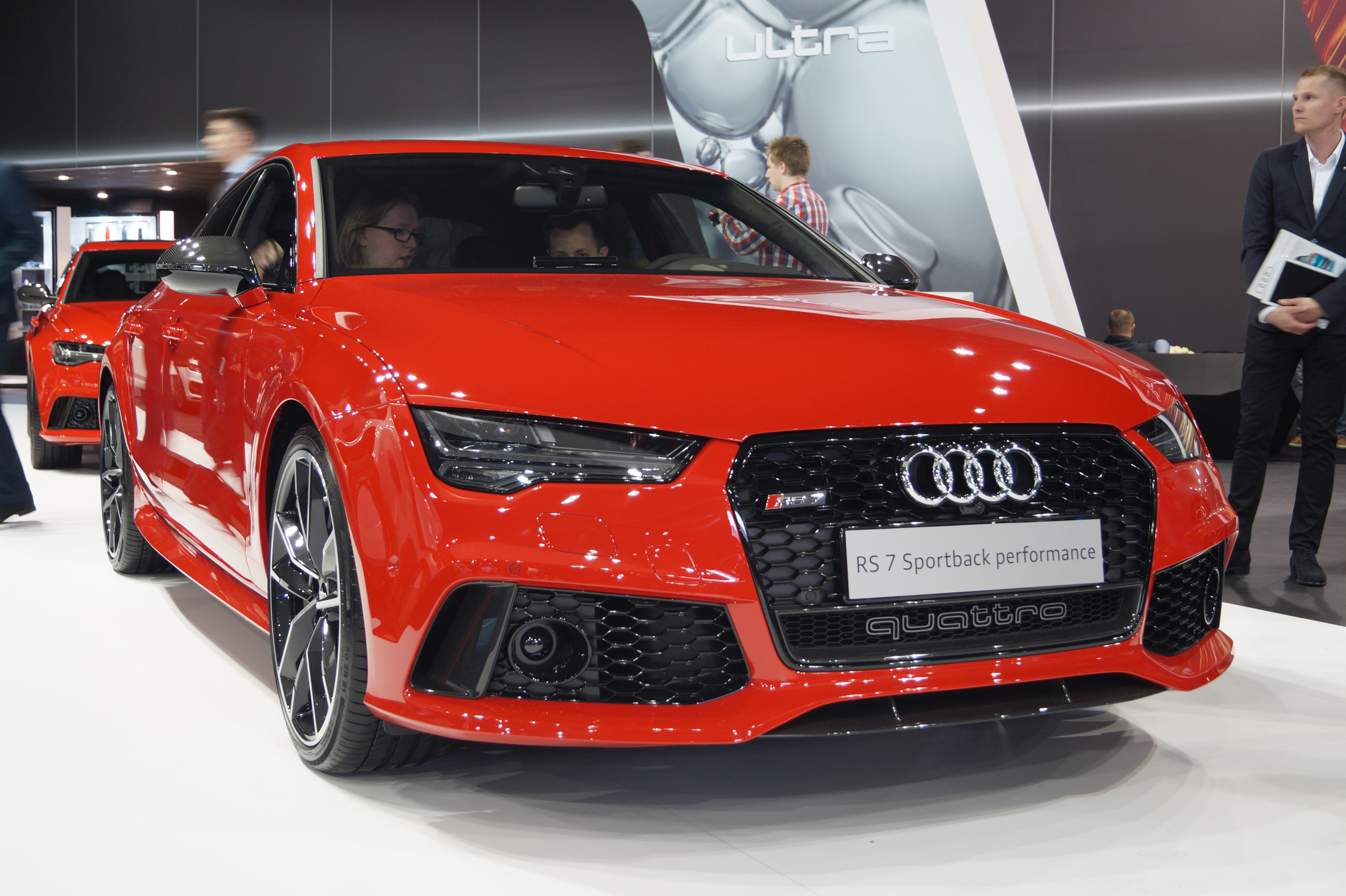
2016 performance
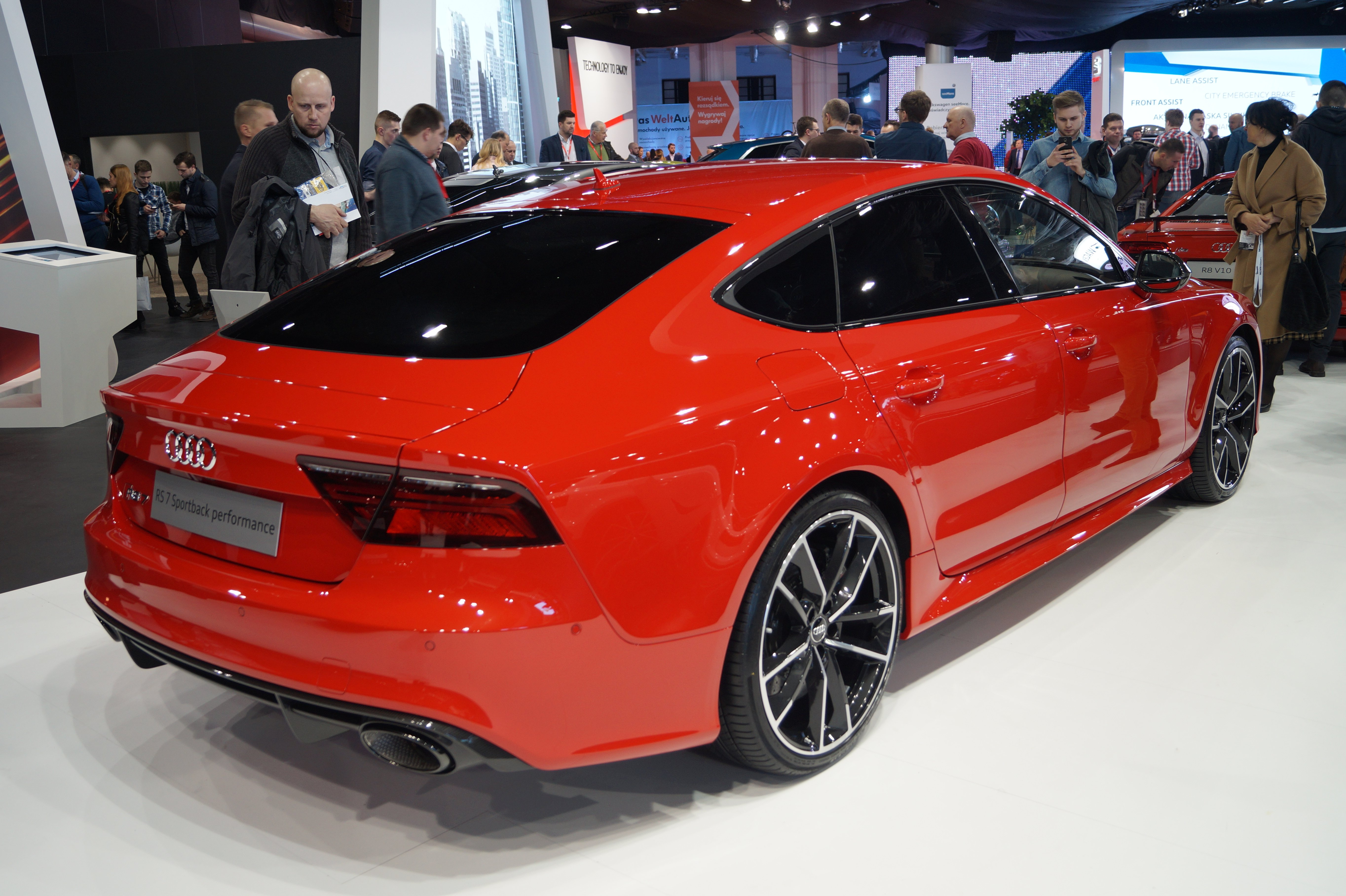
2016 performance

## Второе поколение
Второе поколение Audi A7 было представлено в октябре 2017 года в городе Ингольштадт.

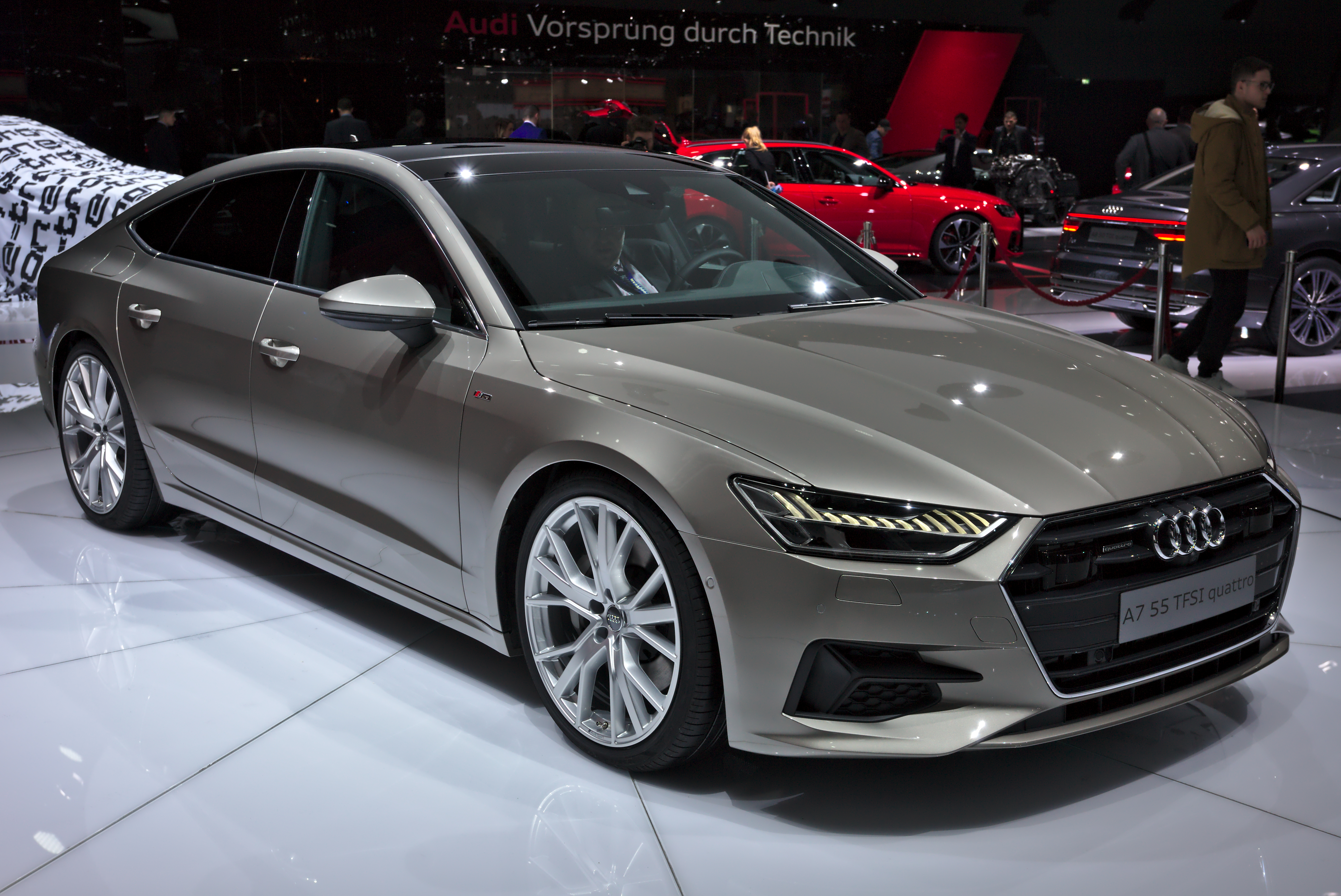
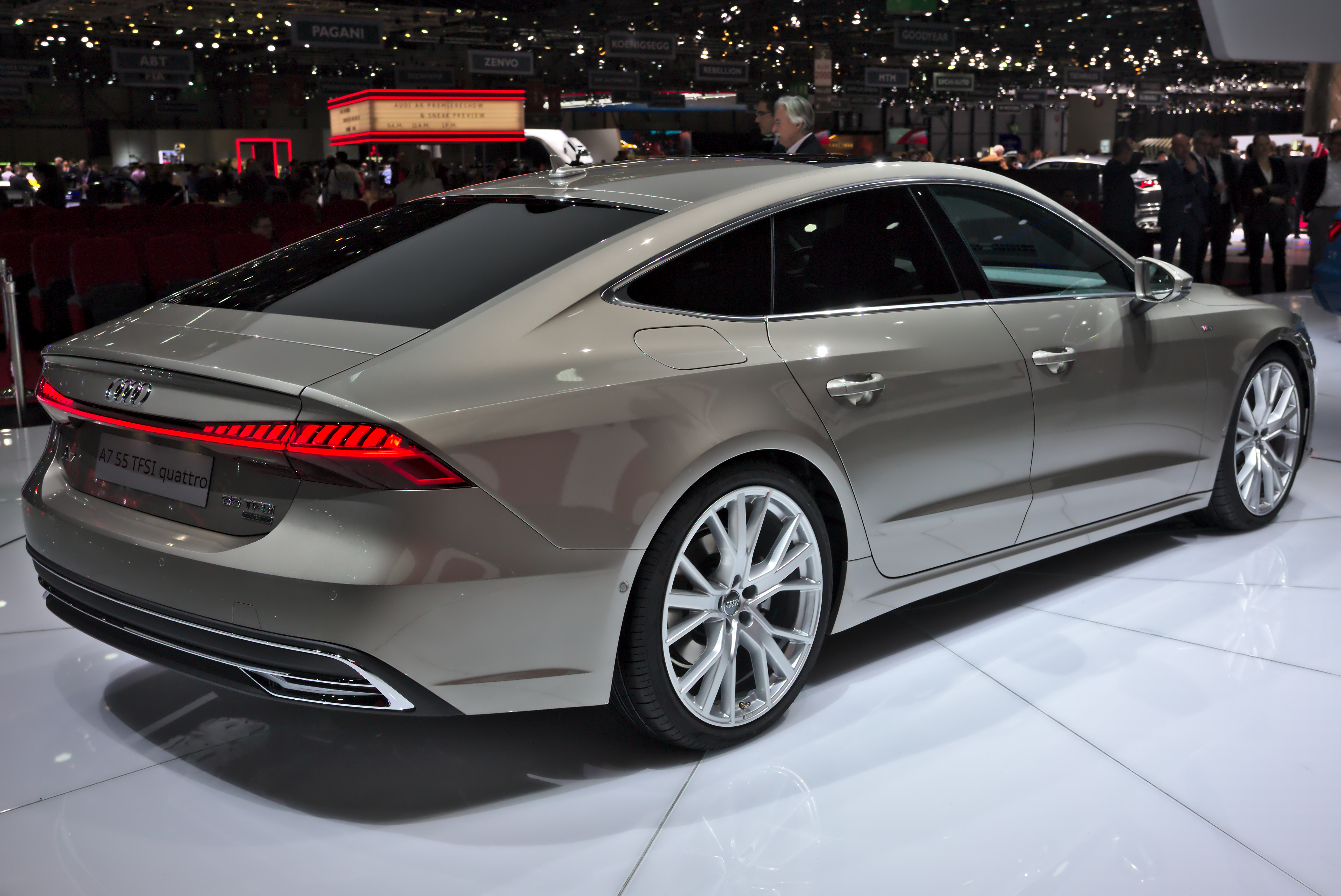

## Audi A7 в России
| Год  | Продано Audi A7 Sportback, шт. |
| ---- | ------------------------------ |
| 2015 | 745                            |
| 2016 | 414                            |
| 2017 | 224                            |
| 2018 | 312                            |
| 2019 | 334                            |
| 2020 | 238                            |